# Edward Weston (arciere)
Edward Burbank Weston (Gorham, 31 luglio 1846 – Chicago, 14 settembre 1918) è stato un arciere statunitense e padre del fotografo statunitense Edward Weston.
Partecipò alle gare di tiro con l'arco ai Giochi olimpici di Saint Louis 1904, in cui giunse quindicesimo nella gara di doppio York, ventunesimo nella gara di doppio americano e quarto nella gara a squadre.